# الشرقي البحري
الشرقي البحري (مواليد 28 مارس 1993) هو لاعب كرة قدم مغربي. يشغل مركز الهجوم بنادي الوداد الرياضي.

## الإنجازات
نهضة بركان
- كأس العرش (2) : 2021، 2022
- كأس الكونفيدرالية الأفريقية (1) : 2022
- كأس السوبر الأفريقي (1) : 2022